# Saint-Genès-Champanelle
 Saint-Genès-Champanelle  es una población y comuna francesa, situada en la región de Auvernia, departamento de Puy-de-Dôme, en el distrito de Clermont-Ferrand y cantón de Beaumont.

## Demografía
| 1213 | 1406 | 1592 | 2008 | 2465 | 2688 |
| Para los censos de 1962 a 1999 la población legal corresponde a la población sin duplicidades (Fuente: INSEE [Consultar]) |      |      |      |      |      |